# Eine Frau ohne Bedeutung (1964)
Eine Frau ohne Bedeutung ist eine österreichische Fernseh-Verfilmung der gleichnamigen Theaterkomödie von Oscar Wilde (Originaltitel: A Woman of No Importance).

## Handlung
Im Haus der Lady Hunstanton kommt eine Abendgesellschaft zusammen: Neben einigen Mitgliedern der englischen Oberschicht befinden sich darunter auch die junge Amerikanerin Hester Worsley und der Bankangestellte Gerald Arbuthnot, der in Hester verliebt ist. Hester macht den adligen Damen Vorwürfe wegen deren unmoralischer Reden über Männer und ihrem abgehobenen Lebensstil, weswegen sie als „Puritanerin“ angesehen wird.
Der reiche Lord Illingworth bietet Gerald eine Stelle als sein Privatsekretär an, was dieser erfreut annimmt. Als jedoch etwas später dessen Mutter Rachel Arbuthnot hinzukommt, erkennt sie in Lord Illingworth den Vater Geralds. Vor 24 Jahren versprach er ihr die Ehe, brach sein Versprechen aber und kümmerte sich nie mehr um das Kind. Nun will sie verhindern, dass Gerald die Stelle annimmt. Sie erzählt ihm, was Lord Illingworth getan hat, aber so, als sei nicht sie selbst, sondern eine Freundin die Betrogene gewesen. Als Illingworth dann noch versucht, Hester zu küssen – er sieht es als Herausforderung an, die „Puritanerin“ zu verführen – ist Gerald drauf und dran, ihn zu ohrfeigen. Dies kann Rachel gerade noch verhindern, indem sie zugibt, dass Illingworth Geralds Vater ist.
Am nächsten Tag lädt Gerald Lord Illingworth zu sich und der Mutter ein. Er will ihn überzeugen, seine Mutter doch noch zu heiraten – was diese jedoch strikt verweigert. Stattdessen wird sie mit Hester und Gerald England verlassen und nach Amerika gehen.

## Produktion
Der Film wurde vom ORF produziert und am 18. September 1964 zum ersten Mal ausgestrahlt.

## Rezeption
„Oscar Wildes auf vielen Bühnen bewährtes Konversationsstück bietet der Titelheldin eine Rolle, in der sie glänzen kann - und wenn es Wolfgang Glücks Fernsehfassung auch ein wenig an Schärfe und dekadenter Leichtigkeit mangelt, so wird dies durch das Vergnügen aufgewogen, Paula Wessely zuzusehen, wie sie durch diskrete Gesten und kleine Nuancen Wildes überaus britischer Satire einen k. u. k. Touch verleiht.“